# Навроцкий, Михаил Алексеевич
Михаил Алексеевич Навроцкий (1911—1964) — капитан Советской Армии, участник Великой Отечественной войны, Герой Советского Союза (1942).

## Биография
Родился 3 октября 1911 года в селе Воскресенка (ныне — Пологовский район Запорожской области Украины). После окончания начальной школы и школы фабрично-заводского ученичества работал слесарем.
В 1933 году Навроцкий был призван на службу в Рабоче-крестьянскую Красную армию. В 1938 году окончил курсы офицеров-связистов, в 1939 году — Харьковскую военную авиационную школу пилотов. С начала Великой Отечественной войны — на её фронтах.
Воевал штурманом самолёта 132-го скоростного бомбардировочного авиаполка 64-й авиадивизии 18-й армии Южного фронта.
18 июля 1941 года экипаж бомбардировщика Ар-2 в составе командира старшего лейтенанта Г. В. Локтева, штурмана лейтенанта М. А. Навроцкого и стрелка-радиста сержанта И. М. Бражникова получил задачу разрушить переправу противника через реку Днестр. При подлёте к цели самолёт был атакован и подожжён истребителями противника. Однако экипаж продолжил выполнение боевой задачи, при этом Бражников сбил один из вражеских истребителей, а Локтев и Навроцкий сбросили бомбы точно в цель. Разбомбив переправу, экипаж по приказу командира покинул горящий самолёт. Локтев погиб при парашютировании, а Навроцкий и Бражников смогли приземлиться в расположении своих войск.
За этот вылет все члены экипажа были представлены к званию героя Советского Союза. Навроцкому и Бражникову в марте 1942 года присвоено звание Героя Советского Союза, Г.В. Локтев посмертно награждён орденом Ленина (23.02.1942).
Указом Президиума Верховного Совета СССР «О присвоении звания Героя Советского Союза начальствующему и рядовому составу Красной Армии» от 27 марта 1942 года за «образцовое выполнение боевых заданий командования на фронте борьбы с немецкими захватчиками и проявленные при этом отвагу и геройство» лейтенант Михаил Навроцкий был удостоен высокого звания Героя Советского Союза с вручением ордена Ленина и медали «Золотая Звезда» за номером 681.
После окончания войны Навроцкий продолжил службу в Советской армии. В 1954 году в звании капитана он был уволен в запас.
Умер 12 апреля 1964 года, похоронен в родном селе.
Был также награждён двумя орденами Красного Знамени и рядом медалей.
В честь Навроцкого установлен обелиск в Чапаевке.